# Sosienskij
Sosienskij – miasto w Rosji, w obwodzie kałuskim. W 2010 roku liczyło 12 392 mieszkańców.